# Gorkīn
Gorkīn (persiska: گَرَگين, گُرگين, گرکین, Garagīn) är en ort i Iran.   Den ligger i provinsen Qazvin, i den nordvästra delen av landet, 150 km nordväst om huvudstaden Teheran. Gorkīn ligger 1 849 meter över havet och antalet invånare är 262.
Terrängen runt Gorkīn är kuperad, och sluttar söderut.Runt Gorkīn är det ganska tätbefolkat, med 108 invånare per kvadratkilometer. Närmaste större samhälle är Qazvin, 18,5 km söder om Gorkīn. Trakten runt Gorkīn består i huvudsak av gräsmarker.